# Johnson c. Sparrow et al.
Johnson c. Sparrow et al. ou Johnson v. l'Académie de musique de Montréal est une décision juridique de la Cour supérieure du Québec sur un cas de discrimination et de ségrégation raciales à l'encontre des personnes noires dans un théâtre montréalais.

## Faits
Le 11 mars 1898, Fred W. Johnson, un homme noir, réserve les sièges 1 et 2 de la rangée K  afin d'assister à un orchestre le lendemain à l'Académie de musique de Montréal, dont John Bolingbroke Sparrow est propriétaire. Le lendemain, accompagné d'une femme noire, il se présente au théâtre avec ses deux billets. L'huissier de service leur refuse l'entrée à l'orchestre et leur propose d'aller dans une autre section du théâtre. Le couple insiste et il est expulsé du théâtre. Le couple ira en voiture, par la suite, au Théâtre français,.

## Décision
Le 5 janvier 1899, Fred W. Johnson poursuit l'Académie de musique à la Cour supérieure du Québec et demande 503 $ en dommages. La défense prétend qu'elle avait le droit de refuser des sièges à des personnes noires à cause d'un règlement non-écrit connu par les employés et les clients noirs. Le juge Archibald décrète que la constitution n'admet pas les distinctions faites sur la race ou la classe sociale et que tous les hommes sont égaux en droit. Conséquemment, tout règlement excluant l'admission de clients noirs au théâtres est illégal. La Cour supérieure du Québec condamne l'Académie de Musique à payer des dommages pour rupture de contrat et pour avoir humilié Fred W. Johnson.

## Suite
Le 23 juin 1899, les juges Joseph-Guillaume Bossé, Jean Blanchet, Jonathan Saxton Campbell Würtele, Robert Newton Hall de la Cour du Banc de la Reine rejettent à l’unanimité le recours en appel de John Bolingbroke Sparrow et de ses associés. Les motifs de ce rejet sont différentes de celles invoquées par la Cour supérieure du Québec. En effet, la Cour refuse d'affirmer le principe d'égalité raciale par manque de législation explicitement antidiscriminatoire, elle confirme le droit du propriétaire de l’entreprise de pratiquer la ségrégation raciale comme bon lui semble. Par conséquent, l'Académie de Musique est seulement incriminée pour rupture de contrat, vu qu'il était établi que le billet était général et sans restriction et que Fred W. Johnson et le public ignorait les règlements discriminatoires de l'entreprise.